# 云雀高飞 (沃恩·威廉斯)

作曲家拉尔夫·沃恩·威廉斯，摄于1921年

《云雀高飞》（The Lark Ascending，又译《云雀飞翔》）是英格兰作曲家拉尔夫·沃恩·威廉斯所作古典音乐作品，其篇幅较短，仅一个乐章，受英格兰诗人乔治·梅瑞狄斯于1881年所作同名诗歌启发而创作。本曲最初为小提琴与钢琴而作，完成于1914年，然而直到1920年方得到演出。第一次世界大战期间，作曲家将其改写成为独奏小提琴与管弦乐团而作的版本。这一版本初次演出于1921年，本作之广为人知者，多为这一版本。本作有副标题为「浪漫曲」，沃恩·威廉斯喜好用此术语形容沉思性的缓慢乐曲。
本作在英国乃至英国之外都颇受欢迎，自1928年来得到多次录音。

## 背景
拉尔夫·沃恩·威廉斯对诗歌与小提琴颇有热情。自幼他就接受小提琴训练，对小提琴的喜爱远远超过钢琴，他对钢琴从不曾有多少爱好。沃恩·威廉斯又有广泛的文学品味，在十九世纪与二十世纪初的英语诗人中，他珍赏的有丁尼生、斯温伯恩、加百列与克里斯蒂娜·罗塞蒂兄妹、哈代、A·E·豪斯曼与乔治·梅瑞狄斯。在创作《云雀高飞》之前，沃恩·威廉斯曾在较早的乐谱上题过梅瑞狄斯的诗句，这份乐谱如今已经散佚。
作曲家的第二任妻子乌尔苏拉本身也是诗人，写到在音乐《云雀高飞》中她的丈夫「采用了文学性的点子，从这往上建起了他音乐的思绪……使得小提琴既化而为鸟儿的歌唱，又成其为它的飞翔与生灵本身，而不是给那首贡献了标题的诗作解说」。在曲谱的开头，沃恩·威廉斯抄录了梅瑞狄斯同名之一百二十二行诗篇中的十二行：
| 原文 | 译文 |
| --- | --- |
| He rises and begins to round, He drops the silver chain of sound, Of many links without a break, In chirrup, whistle, slur and shake. For singing till his heaven fills, 'Tis love of earth that he instils, And ever winging up and up, Our valley is his golden cup And he the wine which overflows to lift us with him as he goes. Till lost on his aerial rings In light, and then the fancy sings. | 他飞上天空开始盘旋， 他送出乐音结成银链， 一环一环接续不绝， 是吱喳啼啭，连绵摇曳。 高唱着他的欢乐上达天堂， 将深爱斟入下土四方， 振翅奋飞他升而又升， 我们谷地正是他的金樽 好似醇酒他从中满盈 领着我们周流与他同行。 直到失灭在大气的光晕， 然后传来幻想曲的声音。 |

如今并不知道沃恩·威廉斯在何时何地谱写了这首作品。原作的手稿已经丢失。
这首作品所题献给的独奏小提琴家是玛丽·霍尔（Marie Hall），原本也是为她而写。霍尔是当时英国一流的小提琴家，曾在爱德华·埃尔加门下学习，演出过他的小提琴协奏曲，因此声名大振。在这部新作首演之前，霍尔曾与沃恩·威廉斯合作修改，曲谱的一些细节可能受到她的影响，然而即使如此，其程度几何也并不清楚。

## 初次演出
本曲的小提琴与钢琴版首演由霍尔与钢琴家杰弗里·门德姆（Geoffrey Mendham，1899年－1984年）在夏汉普顿（Shirehampton）公共会堂呈献，时为1920年12月15日。1921年6月14日，本曲管弦乐团版的初演再一次由霍尔负责小提琴独奏，演出于伦敦女王音乐厅进行，是在一次由英国音乐协会演奏的音乐会上。当时的管弦乐团为不列颠交响乐团，由阿德里安·鲍尔特指挥。《泰晤士报》的音乐评论员提到《云雀高飞》并不是音乐会上主要的节目，而是作为霍尔斯特《行星组曲》的前导上演，然而这首音乐给人留下了良好的印象。评论员评价道：
|  | 会上唯一体现出那无视今日或昨天所风行者的安宁，而遗于其他乐曲独立不迁的作品。它一路做着自己的梦，延伸着「一环一环接续不绝」，尽管它始终没有上升到那些诗行「他是孩童的舞蹈，是播种者的感谢，是那报春花盛开的河岸发出的呼喊」所具有的能量，这是属于清新的乡野的那种音乐，不属于精雕细琢的音乐厅。 |

评论家A·H·福克斯·斯特兰韦斯（A. H. Fox Strangways）在《音乐与通讯》中写道：
|  | 小提琴飞扬在长久的狂喜之中，飘在伴奏具有本土气息的旋律之上，不时将那些旋律中的一小点加进自己的歌唱。小提琴的华彩段常倾向于千篇一律，但这首曲子的欢乐之情很难让谁想起其他的什么。几乎不见有益无害的不可避免的琶音，也几乎没有巧妙绝伦的双音。曲子纯粹地唱着欢歌。 |

## 音乐分析
典型而言，本曲的演奏时长在13到16分钟之间。乐曲起头是两小节的引子，以 
 拍的节奏响起木管及温柔的弦乐，随后独奏小提琴加入，擦出无伴奏的华彩段，此处的乐谱上有标记（「极轻柔地」）及 。华彩段还有标记  即「无小节线」，按《新格罗夫音乐与音乐家辞典》的定义，其为「自由地」「对节拍没有严格限制」之意。

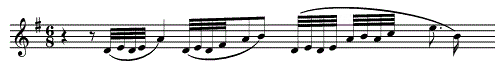
华彩段开始时的独奏旋律

华彩段接近尾声时，作曲家引进一条旋律，独奏小提琴在这条旋律上继续演奏，而乐团的伴奏重新进入，此时的节拍是 
 拍。

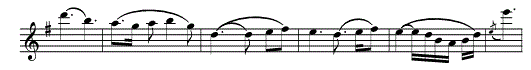
华彩段尾声时作曲家引进的旋律

接近乐曲中间时又一段无伴奏华彩段出现，比第一段短些，引而走向一段色彩鲜明的插曲（Allegretto tranquillo quasi andante，「安静的小快板，准行板」），长笛奏出新的旋律。

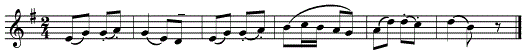
上述「色彩鲜明的插曲」，最先由长笛奏出

不久后乐曲又进入新的部分，标记为（「沉静的快板」），音乐起于独奏小提琴的颤音，三角铁（整首乐曲只有三角铁一种打击乐器）在弱拍处轻轻提醒。音乐的调性此前都是有几分模糊的G大调，这时转而为F大调，节拍切到 
 拍。五个小节后，双簧管进入，带来另一段新的旋律，有标记（「谐谑地」）。

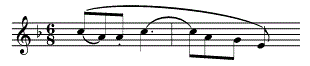
双簧管引入的新旋律

此前由长笛引出的旋律再次出现（这时其记号为，「极安静的快板」），以独奏小提琴奏出，其后前半段的 
 拍部分进入再现部，接续上来。全曲在最后一段无伴奏的小提琴华彩中结束，音调达到的D音（意为比高音部再高两个八度），随之又回落一个小三度到B音上。
乐评人克里斯托弗·马克（Christopher Mark）对作曲家于《云雀高飞》中调式的使用作了一番分析，发现音乐从多利亚调式开始，而在这一调式和爱奥里亚调式之间往复，辅以大量的五声调式作点缀。

## 不同版本
本曲的管弦版为独奏小提琴和管弦乐团而作，乐团由两支长笛、一支双簧管、两支单簧管、两支巴松、两把圆号以及三角铁和弦乐组构成。作曲家也为室内乐团作了一个版本，这一版中乐团由长笛、双簧管、单簧管、巴松各一支，圆号和三角铁各一把，以及三四把第一小提琴、同样数量的第二小提琴，中提琴、大提琴各两把以及一把低音提琴构成。

## 各方评论及反响
《云雀高飞》在审美上于分析家和评论者群体中引起了一系列回响。音乐批评家迈克尔·肯尼迪（Michael Kennedy）在对沃恩·威廉斯音乐的分析中评论本作是非常独特的作品，然而却常被低估，「可能是因为它有非常质朴的特性，而给人错觉」。评论者保罗·康韦（Paul Conway）写道这部作品「描绘出牧歌式的情景，中间小提琴摹仿了标题中的鸣鸟，管弦乐团则……代表着底下的风景」。克里斯托弗·马克也观察到飘舞的独奏部分同管弦乐团部分的差别，发现长笛所演奏「民乐式的旋律」「将焦点从天空中一转而到地平面上和人们的活动中」。
音乐学学者刘易斯·福尔曼（Lewis Foreman）评论道「在英国1914年的音乐中，人们可能会忘记这部作品是多么地具有革命性，（看）它的韵律自由而流淌，它避免主属音之间的顿挫，它还描绘出形象的画面」。杰弗里·戴维斯则写道「某种程度上这首曲子像是乡间英格兰的田园诗，（但）考虑到在第一次世界大战爆发前夜写成的事，音乐中可能潜藏着一层哀伤。像是爱德华时代从一战另一端回望，对那已经消逝、有些神话意味的纯真时光它似乎映出了一种怀想。」中提琴家菲利普·博格-惠勒（Philip Borg-Wheeler）在2014年的文章中提到这部作品「充盈着与自然相通的深广的感受」，他又补充说「与其像伊丽莎白·勒琴斯（Elisabeth Lutyens）之流发表『牛粪堆派』一类言论那样轻视英格兰的田园牧歌，我们更应该尤其珍视这种被沃恩·威廉斯表现得如此完美的杰出品质。」博格-惠勒还注意到沃恩·威廉斯和巴托克之间的相似点，他认为二人对民歌的特点吸纳得非常彻底，自身写出的旋律变得难以从中区分——《云雀高飞》并没有借用实存的民歌。
乐评家弗兰克·豪斯（Frank Howes）在沃恩·威廉斯去世前几年写成作品《拉尔夫·沃恩·威廉斯的音乐》（The Music of Ralph Vaughan Williams），于中他注意到《云雀高飞》是沃恩·威廉斯特为明显的个人作品，「在音乐中独一无二——贝多芬为小提琴和管弦乐团而作的两首浪漫曲或许最为相近」。作曲家在曲中选择使用「浪漫曲」这一术语，豪斯与其他论家一道，也评述了此事。在沃恩·威廉斯所写出最深刻的几段抒情段落中，都可见作曲家加上的「浪漫曲」一词，如其钢琴协奏曲的慢乐章、其第五交响曲都是实例。豪斯并补充到「对沃恩·威廉斯而言『浪漫曲』是不见欲爱内涵的……云雀或许是在呼唤它的伴侣，但听来更像是在春天清早，空气中薄雾弥散，这时的一种 。」
2011年BBC评选当年英国的荒岛唱片，组织听众票选，公推《云雀高飞》最受欢迎。从2007年到2010年，本曲在英国每年举办的「名曲堂」投票中得票连年第一，超过埃尔加的大提琴协奏曲、拉赫玛尼诺夫的第二钢琴协奏曲、莫扎特的单簧管协奏曲以及沃恩·威廉斯的另一部作品《塔利斯主题幻想曲》。2011年至2013年的票选中，《云雀高飞》的地位被拉赫玛尼诺夫的作品取代，然而从2014年开始此曲又稳居榜首长达四届，到2018年则位列第三。
英国之外，在9·11恐怖袭击十周年之际，对用以纪念的音乐，纽约曾组织广播投票调查偏好，《云雀高飞》排名第二。新西兰古典音乐广播频道每年有新年倒计时节目 ，组织听众票选最受欢迎的古典音乐，《云雀高飞》常年高居榜上，自2007年到2012年其每年都是第一，其他年份也排在高位。

## 录音
本曲常获得录音。最先的录音作于1928年，由小提琴家伊索尔德·门格斯（Isolde Menges）和由马尔科姆·萨金特所指挥一个未记名的管弦乐团演奏。后来在1940年代及1950年代早期，78转唱片录音得到发行。2015年《留声机》杂志的一篇比较评论文章中，作者大卫·古特曼（David Gutman）将24部录音列成短清单，上至1952年由让·普涅（Jean Pougnet）独奏、鲍尔特指挥、伦敦爱乐乐团伴奏的单声道录音，下抵2014年塔姆辛·韦利-科恩（Tamsin Waley-Cohen）独奏、大卫·柯蒂斯（David Curtis）指挥、天鹅交响乐团伴奏的版本。文中提到的独奏者包括妮可拉·本内德蒂（Nicola Benedetti）、张永宙、希拉里·哈恩、奈吉尔·肯尼迪、塔斯明·利特尔（Tasmin Little）和平夏斯·祖克曼；指挥者则包括丹尼尔·巴伦博伊姆、科林·戴维斯、伯纳德·海廷克、内维尔·马里纳、安德烈·普列文以及西蒙·拉特尔。评论家所得出最推荐的唱片是1967年EMI录音的版本，由休·比恩（Hugh Bean）独奏、新爱乐管弦乐团伴奏、鲍尔特指挥。乐评人罗伯·考恩（Rob Cowen）在其1997年所作乐评作品中同样以此版本为偏好。
本曲的小提琴钢琴版本也有录音，其一是2013年马修·特拉斯勒（Matthew Trusler）与伊恩·伯恩赛德（Iain Bernside）的版本，其一是2020年詹妮弗·派克（Jennifer Pike）与马丁·罗斯科（Martin Roscoe）的版本。